# Україна на Всесвітніх іграх 2022
Українська збірна взяла участь у Всесвітніх іграх 2022 та показала свій найкращий результат за всю історію виступів на цих змаганнях.

## Медалісти
| Медаль | Спортсмен | Вид спорту           | Дисципліна          | Дата     |
| ------ | --- | -------------------- | ------------------- | -------- |
| Золото | Софія Гречко Київ | Підводне плавання    | 200 м на поверхні   | 8 липня  |
| Золото | Анжеліка Терлюга Одеська область                                                                                       | Карате               | куміте, до 55 кг    | 8 липня  |
| Золото | Аніта Серьогіна Одеська область                                                                                        | Карате               | куміте, до 61 кг    | 9 липня  |
| Золото | Важа Дуіаурі Вінницька область                                                                                         | Сумо                 | середня вага        | 9 липня  |
| Золото | Світлана Ярьомка Київська область                                                                                      | Сумо                 | важка вага          | 9 липня  |
| Золото | Володимир Рисєв Донецька область                                                                                       | Паверліфтинг         | важка вага          | 9 липня  |
| Золото | Олексій Бичков Донецька область                                                                                        | Паверліфтинг         | надважка вага       | 10 липня |
| Золото | Іванна Березовська Київська область                                                                                    | Сумо                 | довільна вага       | 10 липня |
| Золото | Богдан Колмаков Кіровоградська область                                                                                 | Паркур               | швидкість           | 11 липня |
| Золото | Вікторія Козловська Дніпропетровська областьТаїсія Марченко Сумська область                                            | Спортивна акробатика | пари                | 15 липня |
| Золото | Богдан Пограничний Вінницька областьДанило Стецюк Вінницька область                                                    | Спортивна акробатика | пари                | 16 липня |
| Золото | Богдан Мочульський Волинська область                                                                                   | Джиу-джитсу          | до 62 кг            | 16 липня |
| Золото | Данило Фільченко Дніпропетровська область                                                                              | Водолижний спорт     | стрибки з трампліну | 16 липня |
| Золото | Анастасія Кулініч Київ                                                                                                 | Муай тай             | до 48 кг            | 17 липня |
| Золото | Ігор Любченко Одеська область                                                                                          | Муай тай             | до 63,5 кг          | 17 липня |
| Золото | Олег Приймачов Полтавська область                                                                                      | Муай тай             | до 91 кг            | 17 липня |
| Срібло | Микола Бараннік Луганська область                                                                                      | Паверліфтинг         | середня вага        | 9 липня  |
| Срібло | Софія Гречко Київ | Підводне плавання    | 400 м на поверхні   | 9 липня  |
| Срібло | Станіслав Горуна Львівська область                                                                                     | Карате               | куміте, до 75 кг    | 9 липня  |
| Срібло | Демід Карченко Харківська область                                                                                      | Сумо                 | легка вага          | 9 липня  |
| Срібло | Карина Колеснік Запорізька область                                                                                     | Сумо                 | середня вага        | 9 липня  |
| Срібло | Іванна Березовська Київська область                                                                                    | Сумо                 | важка вага          | 9 липня  |
| Срібло | Аліна Крисько Київська область                                                                                         | Ушу                  | дао шу та гунь шу   | 13 липня |
| Срібло | Орфан Санадзе Дніпропетровська область                                                                                 | Кікбоксинг           | до 63,5 кг          | 14 липня |
| Срібло | Віталій Дубіна Херсонська область                                                                                      | Кікбоксинг           | до 75 кг            | 14 липня |
| Срібло | Данило Фільченко Дніпропетровська область                                                                              | Водолижний спорт     | фігурне катання     | 15 липня |
| Срібло | Богдана Голуб Київ | Джиу-джитсу          | неваза              | 16 липня |
| Срібло | Олександр Єфіменко Дніпропетровська область                                                                            | Муай тай             | до 71 кг            | 17 липня |
| Бронза | Анастасія Дерев'янко Донецька область                                                                                  | Паверліфтинг         | легка вага          | 8 липня  |
| Бронза | Лариса Соловйова Київ                                                                                                  | Паверліфтинг         | середня вага        | 8 липня  |
| Бронза | Анастасія Антоняк Київ                                                                                                 | Підводне плавання    | 400 м на поверхні   | 9 липня  |
| Бронза | Святослав Семикрас Рівненська область                                                                                  | Сумо                 | легка вага          | 9 липня  |
| Бронза | Данило Ковальов Донецька область                                                                                       | Паверліфтинг         | важка вага          | 9 липня  |
| Бронза | Татяна Мельник Хмельницька область                                                                                     | Паверліфтинг         | супер важка вага    | 10 липня |
| Бронза | Світлана Ярьомка Київська область                                                                                      | Сумо                 | довільна вага       | 10 липня |
| Бронза | Олександр Вересюк Донецька область                                                                                     | Сумо                 | довільна вага       | 10 липня |
| Бронза | Роман Рева Київська область                                                                                            | Ушу                  | чангкван            | 12 липня |
| Бронза | Вікторія Онопрієнко Київська область                                                                                   | Художня гімнастика   | стрічка             | 13 липня |
| Бронза | Роман Щербатюк Черкаська область                                                                                       | Кікбоксинг           | понад 91 кг         | 14 липня |
| Бронза | Дарина Іванова Київська область                                                                                        | Кікбоксинг           | до 52 кг            | 14 липня |
| Бронза | Аліна Мартинюк Рівненська область                                                                                      | Кікбоксинг           | до 60 кг            | 14 липня |
| Бронза | Ярослав Ткач Кіровоградська область                                                                                    | Скелелазіння         | швидкість           | 14 липня |
| Бронза | Вікторія Куніцка Волинська областьОлександра Мальчук Волинська областьДарина Пом'яновська Волинська область            | Спортивна акробатика | групи               | 16 липня |
| Бронза | Владислав Микитась Херсонська область                                                                                  | Муай тай             | до 57 кг            | 17 липня |
| Бронза | Станіслав Кукурудз Львівська областьЮрій Пуш Львівська областьЮрій Савка Львівська областьТарас Яруш Львівська область | Спортивна акробатика | групи               | 17 липня |